# キイロショウジョウバエ
キイロショウジョウバエ（黄色猩々蝿）は、ハエ目（双翅目）・ショウジョウバエ科の昆虫である。
生物学の様々な分野でモデル生物として用いられ、多くの発見がなされた。特に遺伝学的解析に優れた性質をもつ。単にショウジョウバエといえば本種を指すことも多い。

## 生態と分布
キイロショウジョウバエは体長3mm前後と小さく、自然界では熟した果物類や樹液およびそこに生育する天然の酵母を食料とする。酵母は果実や樹液を代謝しアルコール発酵を行うため、ショウジョウバエは酒や酢に誘引されると考えられる。糞便や腐敗動物質といったタイプの汚物には接触しないため、病原菌の媒体になることはない。この種はアフリカ中央部に起源を持ち、現在では世界各地の暖かい地域で見られる。寒い地域でも夏場だけ移動してきたり、暖かい場所で冬を越したりする。冬眠することはない。和名にあるように黄色がかった体色と、赤色の複眼を特徴とする。
日本では野外や人家（主に台所など食品がある場所）で普通に見られる。俗に「コバエ」とも呼ばれ、身近に見られることや、後述の生物学的な特性から小学校でのバナナなどの果物を使って捕獲する実験に始まり、大学の生物学や遺伝学での実験まで広く利用されている。
一方、大量に発生すると不快感を感じさせるため、誘引して殺すための殺虫剤が入ったトラップ器具が大手殺虫剤メーカから発売されている。

## モデル生物としての生物学的特性

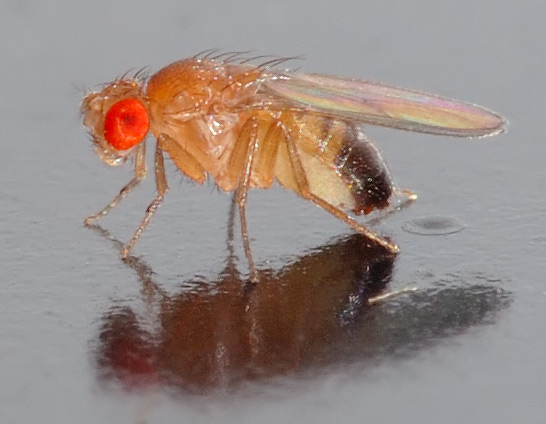
ショウジョウバエ成虫オス

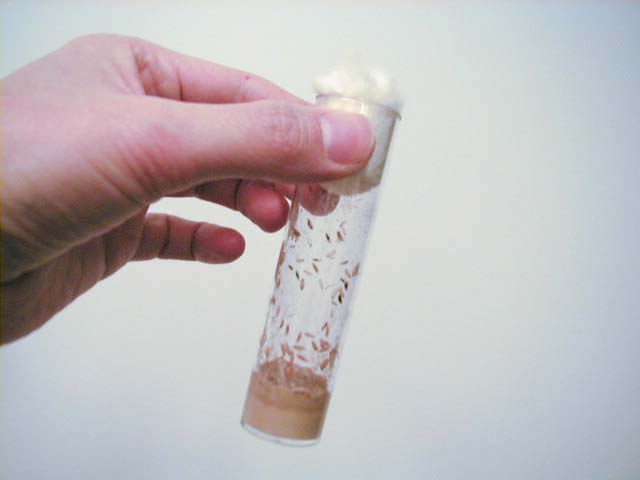
ショウジョウバエの培養試験管

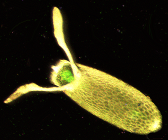
D. melanogasterの卵

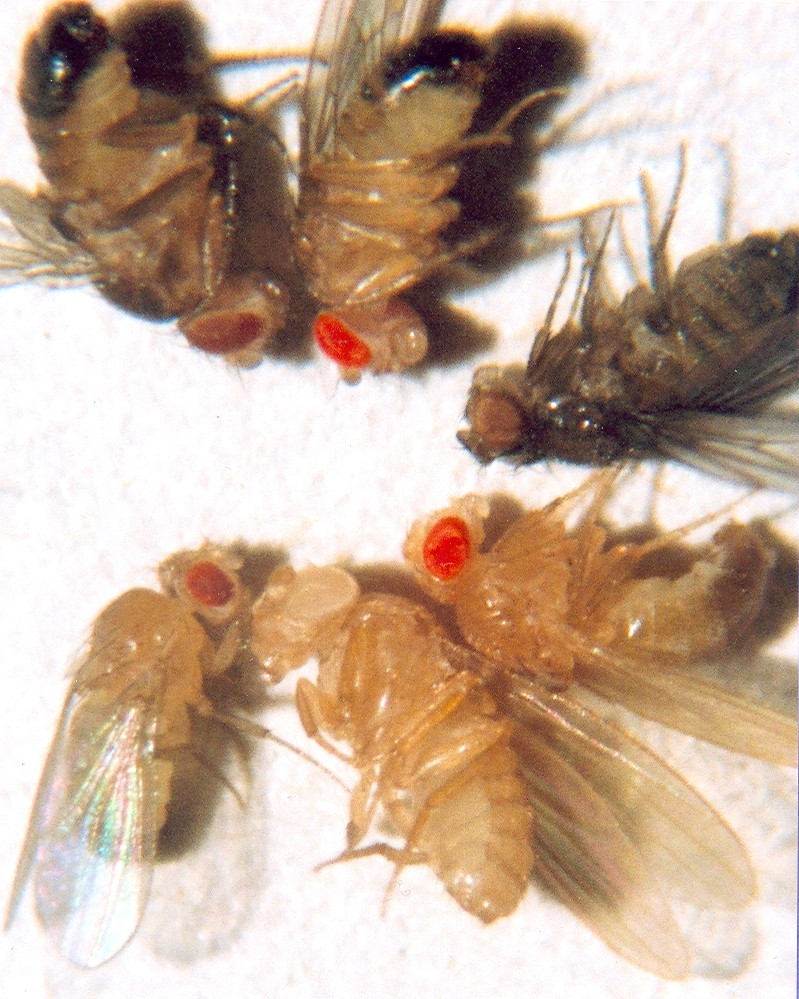
D. melanogaster には多様な表現型が見られ、関連する遺伝子マーカーも開発されている。

### 利点
キイロショウジョウバエのモデル生物としての利点は以下のことが挙げられる。
- 飼育の容易さ：小さい体、短い生活環、多産、特殊なエサは不要。そのため狭い容器内に多数を飼うことができ、短期間で世代をまたいで観察が可能[1]。
- 遺伝的特性：小さいゲノムサイズ。染色体が少ない（四対）[1]。遺伝子の重複が少ない。
- 唾腺染色体が存在すること。染色体の構造観察、変異の確認が容易。
- 遺伝学的知見・技術の蓄積[1]。
- 細胞学的、発生学的記載の蓄積[1]。

### 研究室での飼育
ショウジョウバエの世代間隔は10日（25℃）。寿命は2か月。一匹のメスは、1日に50個前後の卵を産むことができる。体長2〜3 mm。研究室では、成虫・幼虫ともに乾燥酵母、コーンミール、蔗糖などを寒天で固めたエサで飼育される（写真）。

### 発生の概略
ショウジョウバエは胚期、幼虫期、蛹期、成虫期の4つの発生段階をもつ完全変態昆虫である。幼虫期には2回脱皮を行い、それぞれ一齢幼虫、二齢幼虫、三齢幼虫と呼ばれる。25℃で飼育すると、胚期: 一日、一齢幼虫期: 一日、二齢幼虫期: 一日、三齢幼虫期: 二日、蛹期: 五日を経て成虫になる。
卵には細胞核や栄養だけでなく、様々な遺伝子産物が母親から供給されている。これらの遺伝子産物には卵の中で片寄って存在しているものがあり、この偏りが胚内での位置情報となり、体軸や生殖細胞の形成などに重要な役割をもつ。受精核は分裂して細胞表層に移行し、表割を行う。極初期に決定された位置情報を元にシグナル伝達などを介した形態形成が速やかに進行する。幼虫期の脱皮・変態は幼若ホルモンやエクジソンによって制御されている。幼虫の体内には将来成虫の体を形成する成虫原基という組織がある。成虫原基は三齢幼虫後期に増殖・分化し始め、蛹の間に成虫の体を形作る。

### 染色体・ゲノム
8本四対の染色体があり、性染色体（正常ではXXもしくはXY）を第一染色体として、常染色体を第二、第三、第四染色体と呼ぶ。性染色体はヒトをはじめとする大半の哺乳類と同じ雌がXX・雄がXY型だが性決定機構は異なり、「X染色体と常染色体の比率」がほぼ同じなら雌、半分程度なら雄、中間段階が間性、比率の上限下限を超えると外見は雌（雄）だが不稔になる超雌（超雄）と呼ばれる個体となる（なお、Y染色体は雄の性機能に重要な役目を果たすのでこれがなくても雄の外見にはなるが不稔となる）。第四染色体は非常に短いため、しばしば無視され前述の比率でも切り捨てでカウントされている（正常雌はX染色体を2本で2X、第二・三番染色体だけ数えて2Aとし「2X：2A」とするような具合）。
また、ハエやカのような双翅類の昆虫の唾液細胞（唾液腺）には奇妙な染色体（生殖細胞や神経細胞の染色体と比べ、長さも幅も100倍以上あり、相同染色体も互いに接合して1本に見える）がある事が古くから知られていたが、ペインターは1933年にこれの染色時の染まり具合の縞模様が遺伝子の活性を示すもので、染色体異常の逆位や転座が明瞭に観察できることを報告し、これらを基にモーガンの高弟であったブリッジェスはバンドパターンを詳細に観察して唾腺染色体地図と呼ばれるものを完成させた。
その後、ショウジョウバエのゲノムサイズは1.65x108塩基対、おおよそ14,000の遺伝子があると推測され、2000年には多細胞生物としては線虫に次いで二番目に（ほぼ）全てのゲノム塩基配列が解読された。（ゲノムプロジェクト）。
ヒトの病気の原因として知られている遺伝子の61%がショウジョウバエにもあり、遺伝的にはヒトとショウジョウバエは非常に似ているということができる。パーキンソン病やハンチントン病などのヒト疾患の病理メカニズムを解明するためのモデルとしても注目されている。

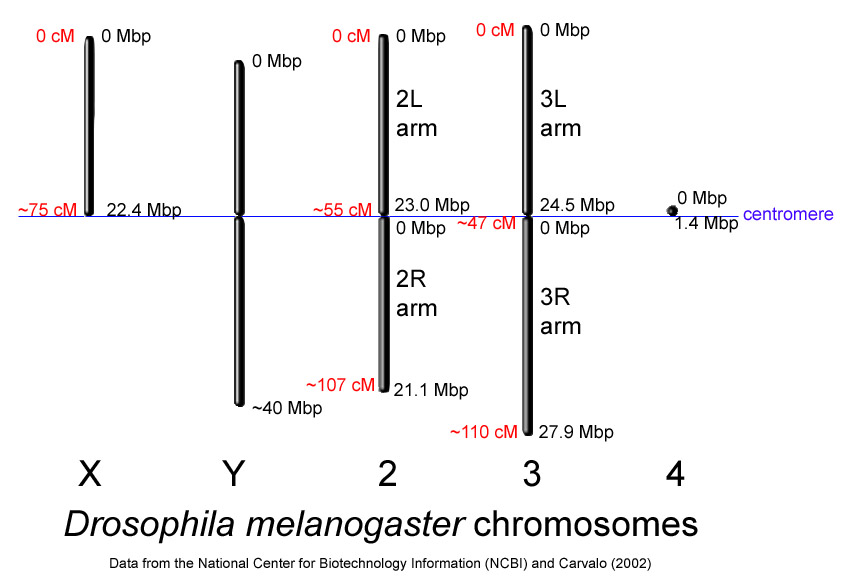
D. melanogaster の染色体をmegabase-pair単位で縮小した図。
National Center for Biotechnology Information databaseのデータをもとに作成。

### 行動・神経・脳

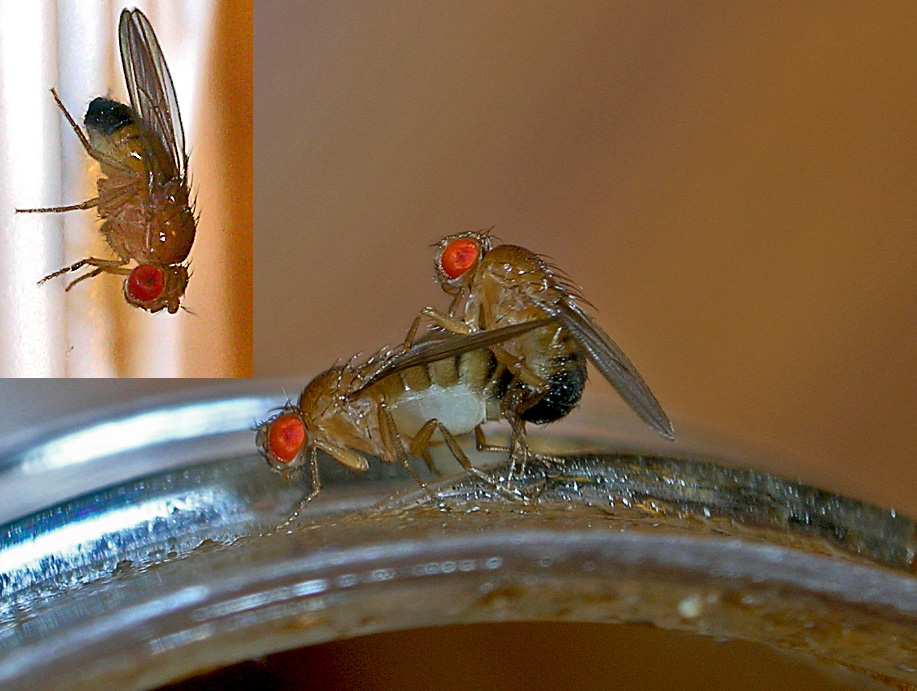
キイロショウジョウバエの交尾

成虫は正の走光性と負の走地性をもつ。さらに分子解剖学的に脳の神経回路を全て記述する試みがなされている。求愛はショウジョウバエで最も詳しく観察された行動である。性決定にかかわる遺伝子、性特異的な遺伝子などに関する研究もある。夜（暗期）には哺乳類の睡眠に類似した行動を示す。睡眠周期が変化する変異体も得られ、睡眠研究、サーカディアンリズム（概日周期）に関する研究も多く行われている。さらに、1970年代後半から始まった研究により、ショウジョウバエは記憶や学習といった行動を示すことが明らかとなった。その後の、遺伝学的な解析から様々な記憶・学習に関係する遺伝子が同定され、近年では蛍光タンパクなどを用いた記憶や学習を司る脳の回路解析が行われている。また、アルツハイマー病やパーキンソン病などのモデル動物も作成され、脳機能解析における実験動物として有用視されている。
2024年10月2日の FlyWire Consortium にて、キイロショウジョウバエの幼虫の完全な脳機能の接続を示した神経回路の地図コネクトームが発表された。

## ショウジョウバエ研究史
ショウジョウバエ研究は一世紀にわたる歴史を持つ。初期は遺伝学の材料として、現在では主に発生生物学のモデル生物として用いられている。遺伝子に関連した部分での動物の発生における多くの知見は、ショウジョウバエ研究で最初に明らかにされてきた。

### 古典遺伝学の時代
ショウジョウバエが生物学の材料として登場するのは、1901年、当時ハーバード大学にいたチャールズ・W・ウッドワースが大量飼育し、ウィリアム・アーネスト・キャッスルに遺伝学の材料として薦めたのが最初と言われる。遺伝学の研究材料として有名にしたのはトーマス・ハント・モーガンとその一派である（カルヴィン・ブリッジス、アルフレッド・ヘンリー・スターティヴァント、ハーマン・J・マラーら）。彼等は1908年からショウジョウバエを用いはじめ、1910年には最初の突然変異体、white（白眼）を発見した。さらに、変異体と異常染色体の関連を観察し、遺伝子が染色体上に存在することを証明（三点交雑法により、染色体上の遺伝子の配列を表した連鎖地図を作成）し、染色体説を実証した。この業績によりモーガンは1933年にノーベル生理学・医学賞を受賞。
遺伝学研究では突然変異体を用いるのが常法だが、自然状態で突然変異が起こる確率は非常に低く、発見が困難だった。この問題はハーマン・J・マラーの研究によって解消される。マラーは、ショウジョウバエにX線を照射すると、表現型に遺伝的な影響を及ぼすことを発見し、これがX線による遺伝子突然変異(人為突然変異)であることを明らかにした（1927年）。この業績により彼は1946年にノーベル生理学・医学賞を受賞している。以降、多数の突然変異体系統や異常染色体系統が樹立された。
このようにして古典遺伝学は隆盛を見る。しかしここまでの遺伝学では表現型の観察は主に成虫を用いており、発生に関する知見は乏しかった。

### ホメオボックスの発見
動物発生学では主に胚を研究材料としていた。観察や実験操作の容易さから大きな卵を持つカエルやウニが用いられることが多く、ショウジョウバエの胚は小さく、不透明な卵殻を持っているため発生学には向かないとされていた。また昆虫の発生はヒトとは全く異なるため、研究する意義が低いと考えられていた。しかし顕微鏡や観察技術、分子生物学の発展にともないホメオボックスが発見されるに至ると、ショウジョウバエで培われた遺伝学は発生学と融合することになる。
ホメオボックスはホメオティック変異の研究から発見された。ホメオティック変異 (homeotic mutation) とはある組織や器官が別の組織や器官になるという変異である。ショウジョウバエで初めてのホメオティック変異 bx (bithorax) はトーマス・ハント・モーガン研究室のカルヴィン・ブリッジスによって1915年に発見されていた。bx 変異体の組み合わせによっては胸部第三節が第二節に変化し、四対の翅をもつようになる。モーガンの孫弟子にあたるエドワード・ルイスは多数の bx 変異を作成し、この変異表現型が BX 遺伝子群によって引き起こされるという説を発表した（1978年）。
この間に遺伝子発現の定義が分子生物学によってなされ、ショウジョウバエでも遺伝子クローニングや遺伝子導入といった分子生物学的手法が導入された。また小さな胚を扱うための顕微鏡や観察技術も発展した。さらに幸運なことに1976年にはP因子と呼ばれるトランスポゾンが発見され、1982年頃からはそれまで細菌や酵母でしか行えなかった遺伝子導入が比較的容易に行えるようになった。以降P因子を用いた様々な技術が開発されている。
分子生物学的手法を用いて、1983年から84年にかけて、ヴァルター・ゲーリングらとトマス・C・カウフマンらによってホメオティック変異の原因遺伝子が独立にクローニングされた。塩基配列を決定したところホメオティック遺伝子には 180 bp (60 aa) の共通した配列があり、ホメオボックスと名付けられた。驚くことに、ホメオボックスを持つ遺伝子はショウジョウバエだけでなく、ヒトから線虫、植物、酵母など真核生物に広く存在していることが明らかになった。生物は発生のような複雑な現象においても、基本的には共通の系を使っていたのである。このことは線虫を始め、他のモデル生物研究を加速させた。
1980年代、クリスティアーネ・ニュスライン＝フォルハルトとエリック・ウィーシャウスは大量の突然変異系統を樹立し、ショウジョウバエ胚の体節形成に注目した表現型の観察を行った。彼等は胚におけるタンパク質の濃度勾配が体節形成に重要であることを明らかにし、この研究でホメオティック遺伝子の発現機構が解明された。
このように発生を遺伝子の言葉で説明することができるようになり、発生学と遺伝学は統合された。このことは1995年に「初期胚発生の遺伝的制御に関する発見」によりエドワード・ルイス、クリスティアーネ・ニュスライン＝フォルハルト、エリック・ウィーシャウスらがノーベル生理学・医学賞を受賞していることに象徴される。発生学の分野では1935年のハンス・シュペーマンの受賞から60年後のことである。

### ゲノムプロジェクト以降
ゲノムプロジェクトによるゲノム解読終了は、分子生物学的研究をさらに発展させることになる。また比較ゲノム学的な観点から、進化の研究も行いやすくなった。キイロショウジョウバエのいくつかの近縁種でもゲノムプロジェクトが進行中である。

### 生態学
1920年にアメリカのレイモンド・パールは人口統計学の基礎研究としてショウジョウバエの個体群成長について実験を行い、ロジスティック曲線を提唱した。また、これにかかわって密度効果を見いだした。ただし、それ以降の研究では使われることが少なくなった。これは、寒天培地などの餌がこの分野でのより詳細な分析には向かなかった（たとえば培養中に虫のみを選りだして別の培地に移すなどの操作が困難）ためで、コクヌストモドキ等がそれ以降は使われた。

## ショウジョウバエの遺伝子名
遺伝子の命名法は生物種によって多少異なる。ここではショウジョウバエについて紹介する。
突然変異の解析から同定された遺伝子は、最初に得られた変異体の表現型にちなんだ命名をされる。この場合、遺伝子はその機能と逆の名前がつけられる。遺伝子名は斜体で表記し、劣性変異は小文字で、優性変異は大文字で始める。近年は、ほ乳類などで解析が進んでいたものをショウジョウバエでも逆遺伝学的に研究する例も増え、その場合はしばしば D. melanogaster の省略である d や D、Dm を遺伝子名の前につけることが、かつてあった。論文等における発表では、このような表記が使われることはあるが、事実上の標準であるFlyBaseに登録されるとき、こうした接頭語は冗長であるとの理由により修正される。通常、遺伝子名は遺伝子記号と呼ばれる略称で表記される。初期に発見された遺伝子は一文字や二文字（例えば white は w）だったが、近年では三文字以上を用いる。
例）遺伝子名（遺伝子記号）- 備考
- white (w) - 白眼変異体の原因遺伝子。劣性変異。
- yellow(y) - 体や羽が黄色の変異体になる原因遺伝子。いわゆるアルビノ。
- ebony(e) - 体や羽が黒色の変異体になる原因遺伝子。ヘテロ接合体は野生型よりも黒い。
- Curly(Cy) -羽が体から離れるようにカーブする変異体になる原因遺伝子。
- Antennapedia (Antp) - 触角 (antenna) が脚 (pedia) になる優性のホメオティック変異の原因遺伝子。
- p53 - ほ乳類の癌抑制遺伝子 p53 のショウジョウバエ相同遺伝子。

ショウジョウバエ研究者はウィットを利かせた（ときとしてダジャレのような）遺伝子名を付ける伝統を持つ。例えば musashi（毛が二本になる→二刀流の宮本武蔵）、 satori（オスが交尾をしない→悟りの境地）、 hamlet（神経になるべきかならざるべきか→シェークスピアの戯曲「ハムレット」）、bose（毛が見られない→坊主）など。他生物種の研究者の中にはこのような習慣に否定的な意見をもつ人もおり、Nature 誌で議論がなされたことがあったが、ショウジョウバエ研究者は概ねこの伝統を誇りにしているようである。